# Transakcja wojny chocimskiej
Transakcja wojny chocimskiej – epos autorstwa Wacława Potockiego, publikowany także pod tytułem Wojna chocimska (pierwsze wydanie z 1850 roku). W okresie staropolskim istniał jedynie w obiegu rękopiśmiennym  (dwie redakcje: z 1670 oraz z 1675 roku – druga zaopatrzona w dedykację dla zięcia poety, Janowi Lipskiemu). 
Pełny tytuł oryginalnego wydania brzmiał: Transakcya wojny chocimskiej Gdzie Osman cesarz turecki wszytkie państw swoich z Afryki, z Azji i z Europy na Polaki zgromadziwszy siły, za łaską Najwyższego Pana, roztropnością czułych opatrznych wodzów a dzielnością rycerstwa polskiego, spadł z imprezy swojej i straciwszy sto tysięcy ludzi, część w polu, część do naszych szturmując, część własnych broniąc obozów: starego z Koroną polską potwierdziwszy przymierza, inglorius wrócił do Konstantynopola roku zbawiennego 1621 i stanąwszy pod Chocimem dnia trzeciego Septemb., odszedł dnia dziesiątego Octob. Z różnych jako manuskryptów i diaryuszów, tak z relacyj ludzi starych, którzy tam byli praesentes, zebrana, ale osobliwie z tradycyi Jw. Jm. Pana Jakóba Sobieskiego, od stanu rycerskiego w tej ekspedycyi komisarza a potym kasztelana krakowskiego, z łacińskiego na polskie dostatecznie dla nieśmiertelnej narodu polskiego sławy wierszem przetłomaczona. Roku pańskiego 1670 dnia Decembra ostatniego.

## Źródła
Utwór powstał na podstawie wielu źródeł, jednak głównym punktem wyjścia jest dziennik Jakuba Sobieskiego, naocznego świadka. Akcję historyczną uzupełniają rozmaite dygresje (osobiste, satyryczne, refleksyjne), które zawierają głównie ocenę ówczesnej rzeczywistości i wskazujące przyczyny upadku Polski: brak patriotyzmu, upadek obyczajowości, nieposzanowanie prawa, zły system obronny.

## Struktura
Składa się z dziesięciu części poprzedzonych przedmową, w której określono motywację powstania utworu – wzbudzenie uczuć patriotycznych.

## Treść utworu
Utwór można nazwać poetycką kroniką wojny, w której autor chce wiernie odtworzyć przeszłość. W opisach walk posługuje się wyliczeniami, porównaniami, powtórzeniami, wyrazami dźwiękonaśladowczymi.
Treścią utworu jest zwycięstwo nad Turkami odniesionym w 1621 przez Polskę pod Chocimiem. Bohaterami są autentyczne postacie historyczne, takie jak Jan Karol Chodkiewicz czy Stanisław Lubomirski, którzy przyczynili się do tego zwycięstwa. W intencji autora Transakcja wojny chocimskiej miała pobudzać uczucia patriotyczne Polaków. Jednak obok opiewania heroicznej przeszłości, Potocki wyraził w nim także elementy krytyczne wobec ustroju Rzeczypospolitej oraz rządzących nią magnatów.